# Djedhotepre Dedumose
Djed-hotep-Re Dedumose (I.) war ein altägyptischer König (Pharao) der Zweiten Zwischenzeit.
Djed-hotep-Re Dedumose ist bisher nur von einer Stele aus Edfu bekannt, die von einem Beamten mit dem Titel Königssohn stammt und in dem oberen Feld die volle Titulatur des Herrschers aufführt. Die genaue Einordnung von Djed-hotep-Re Dedumose ist vorerst nicht möglich. Von Beckerath setzt ihn an das Ende der 13. Dynastie. Ryholt vermutet dagegen, dass er in der 16. Dynastie regierte, die Ryholt als thebanische Dynastie definiert.